# Абдильдин, Жабайхан Мубаракович
Жабайха́н Мубара́кович Абдильди́н (16 февраля 1933 года, с. Майтюбек, Майский район, Павлодарская область, КазССР, СССР) — советский и казахстанский философ, основоположник казахстанской школы диалектической логики.
В 1954 году окончил философско-экономический факультет КазГУ им. С. М. Кирова.

## Научные звания, степени, деятельность
1954—1955 гг. — аспирантура Казахского педагогического института.
В 1958 году — аспирантуру философского факультета МГУ им. М. В. Ломоносова. Защитил диссертацию на соискание учёной степени кандидата философских наук на тему «Гносеологическая роль конкретного понятия».
В 1968 году защитил диссертацию в Институте философии АН СССР на соискание учёной степени доктора философских наук на тему «Проблема начала в теоретическом познании».

## Научные интересы
Диалектическая логика и теория познания, история философии, проблема нравственности, философские проблемы науки. Является руководителем группы учёных по научному проекту «Логический анализ универсальных форм и методов познания».

## Трудовая деятельность
- 1958—1965 гг. — младший, старший научный сотрудник Института философии и права Академии наук Казахской ССР.
- С 1965 года — заведующий отделом диалектического материализма, теории и истории диалектики Института философии НАН Республики Казахстан.
- 1973—1984 гг. — директор Института философии и права.
- 1984—1986 гг. — академик-секретарь Отделения общественных наук Академии наук Казахстана.
- 1986—1994 гг., 1995 г. — вице-президент Академии наук Казахстана.
- С декабря 2005 года по 2007 год — заместитель заведующего социально-политическим отделом Администрации Президента Республики Казахстан.
- С декабря 2006 года — профессор Евразийского национального университета имени Л. Н. Гумилёва[2].

## Общественная деятельность. Членство в организациях, фондах
- В 1990 г. избран народным депутатом Верховного Совета Казахстана.
- 1994—1995 гг. — член Комитета Верховного Совета по науке, образованию и новым технологиям.
- С 1995 года — председатель Комитета по международным делам, обороне и безопасности.
- С 2005 года — заместитель заведующего Социально-политическим отделом Администрации Президента РК.
- Президент Казахского философского общества (с 1981 года)[3].
- 1998—2007 гг. — председатель Комиссии по правам человека при Президенте РК.
- 1995—1999 гг. — Член ЦК Демократической партии Казахстана.
- 1999—2001 гг. — Член политсовета РПП «Отан».
- Член Комиссии по Ленинским и Государственным премиям СССР, Национального Совета при Президенте РК.
- Председатель комиссии по реабилитации выдающихся деятелей культуры Казахстана.
- Являлся главным редактором «Свода памятников по истории и культуре» и главным редактором журнала «Вестник АН Республики Казахстан»[4].
- Депутат Верховного Совета Республики Казахстан 12-го (от Казахского общества дружбы и культурных связей с зарубежными странами, Казахского общества по культурным связям с соотечественниками за рубежом и Казахского республиканского отделения Советского фонда культуры) и 13-го созывов.[3].
- 1995—2005 гг. — депутат Сената Парламента РК.
- Президент Фонда культуры РК[5].
- Член комиссии Национального Совета по государственной политике при Президенте РК[6].

## Награды и почётные звания

### Награды СССР
- 1970 — Медаль «В ознаменование 100-летия со дня рождения Владимира Ильича Ленина»
- 1974 — Государственная премия президиума Академии наук Казахской ССР имени Шокана Уалиханова в области науки за монографию «Диалектико-логичиские принципы построения теории»[7]
- 1981 — Орден «Знак Почёта» (Указом Президиума Верховного Совета СССР от 13 мая 1981 года)
- 1983 — Почётная грамота Верховного Совета Казахской ССР за достижения в развитии науки.
- 1984 — Государственная премия Казахской ССР в области науки и техники за цикл работ «Основные принципы материалистической диалектики и их роль в научном познании».
- 1986 — Орден Трудового Красного Знамени (Указом Президиума Верховного Совета СССР от 20 августа 1986 года)
- 1986 — Серебряная медаль ВДНХ СССР

### Награды Республики Казахстан
- 1992 — Указом Президента Республики Казахстан от 15 декабря 1992 года награждён почётным званием «Заслуженный деятель науки Республики Казахстан» за плодотворную научно-исследовательскую и педагогическая деятельность.
- 1994 — Государственная премия мира и духовного согласия Президента Республики Казахстан (Указом президента РК от 30 октября 1994 года) за активную общественно-политическую деятельность, направленную на укрепление стабильности в поддержку духовного согласия награда вручена в Акорде из рук президента РК.
- 1998 — Медаль «Астана»
- 2000 — Орден «Барыс» II степени (Указом президента РК от 24 октября 2000 года)
- 2001 — Медаль «За заслуги в развитии науки Республики Казахстан» МОН РК
- 2001 — Медаль «10 лет независимости Республики Казахстан»
- 2003 — Орден «Содружество» (МПА СНГ)
- 2006 — Медаль «10 лет Парламенту Республики Казахстан»
- 2007 — Звания «Почётный работник образования Республики Казахстан» МОН РК
- 2007 — Открыта именная дощечка «В знак признательности за верность и приверженность принципам ООН и неоценимый вклад в работу ООН в Казахстане за последние 15 лет» к 15-летию деятельности ООН в РК.
- 2008 — Награждён медалями ОБСЕ, золотой медалью Гегеля «Справедливость и достоинство для всех» в связи с 60-летием Всеобщей декларации прав человека.
- 2008 — Международная премия им. короля Саудовской Аравии за вклад в обсуждение актуальных проблем мусульманской религии.[8].
- 2010 — звания «Заслуженный профессор Евразийского национального университета»
- 2010 — звания «Почётный гражданин Павлодарской области»[9].
- 2010 — Международная премия «Древо жизни» в номинации «Творческий долгожитель»[10]
- 2011 — Медаль «20 лет независимости Республики Казахстан»
- 2012 — Межгосударственная премия СНГ «Звёзды Содружества» в области гуманитарной деятельности.
- 2012 — Медаль «20 лет МПА СНГ»
- 2013 — Золотая медаль имени Султанмахмута Торайгырова.
- 2013 — звания «Почётный гражданин Баянаульского района» Павлодарской области.
- 2013 — звания «Почётный гражданин Майского района» Павлодарской области.
- 2013 — Указом президента Республики Казахстан от 9 декабря 2013 года награждён орденом «Парасат» за выдающиеся заслуги в отечественной науке и активную общественно-политическую деятельность.
- 2022 — Орден «Барыс» III степени (Указом президента РК от 1 июня 2022 года)[11]
- Награждён несколькими государственными, юбилейными и правительственными медалями Республики Казахстан и др.
- Награждён несколькими благодарственными письмами и нагрудными знаками «Алтын барыс» Первого Президента Республики Казахстан.
- Открыта именная аудитория в Евразийском Национальном Университете имени Льва Николаевича Гумилёва (Астана, Казахстан), корпус Факультета социальных наук, кабинет № 215.